# René Feye
René Feye (ur. 8 sierpnia 1881 – zm. 19 listopada 1936 w Lustin) – belgijski piłkarz grający na pozycji napastnika. Był reprezentantem Belgii.

## Kariera klubowa
Swoją karierę piłkarską Feye rozpoczął w klubie Racing Club de Bruxelles, w którym zadebiutował w 1900 roku. W sezonach 1900/1901, 1901/1902 i 1902/1903 wywalczył z nim trzy mistrzostwa Belgii, a w sezonie 1904/1905 został wicemistrzem kraju. W latach 1905–1908 grał w Léopold FC.

## Kariera reprezentacyjna
W reprezentacji Belgii Feye zadebiutował 22 kwietnia 1906 w wygranym 5:0 towarzyskim meczu z Francją, rozegranym w Saint-Cloud i w debiucie strzelił 2 gole. Od 1906 do 1907 rozegrał w kadrze narodowej 5 meczów i strzelił 4 gole.